# Porsche 911 GT1
O Porsche 911 GT1, foi um protótipo de corrida, desenvolvido pela Porsche, para competir nas 24 horas de Le Mans, pela classe GT1. A sua versão desenvolvida para rua, ou seja, para o público, recebeu o nome de Porsche 911 GT1 Straßenversion  (versão de rua).

## Historia

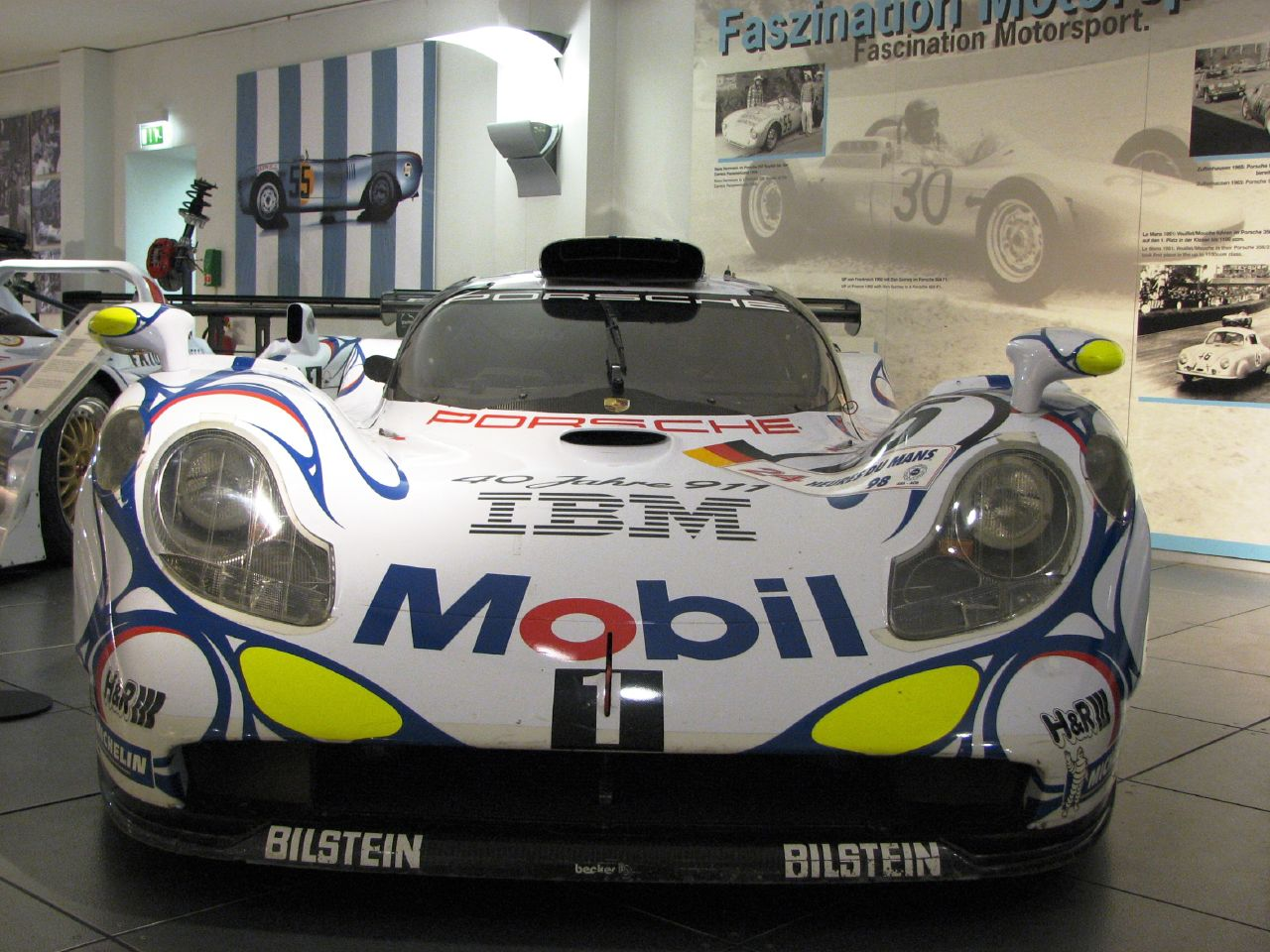
Porsche 911 GT1 no museu da porshe

Com o renascimento das corridas de carro esporte internacional, em meados da década de 1990, pela BPR Series GT Global (mais tarde transformada no campeonato FIA GT Championship)  a Porsche manifestou interesse em voltar a esse nível de competição desenvolvendo um concorrente para a categoria GT1.
Carros nesta categoria foram previamente versões de carros de rua modificados, geralmente supercarros como o McLaren F1 e Ferrari F40 , mas quando o GT1 911 foi revelado em 1996 a Porsche tinha explorado o livro de regras surpreendendo a fraternidade desportiva. Ao invés de desenvolver uma versão de corrida de um de seus modelos de estrada, o que foi efetivamente criado era um esporte-protótipo  a fim de cumprir com os regulamentos criando assim uma versão legal de rua o 911 GT1 Straßenversion sendo literalmente um carro de corrida feito para a estrada. O novo veículo foi um sucesso na edição de Le Mans em 1996  vencendo na classe GT1 em sua corrida de estreia, mas ainda assim perderia a vitória geral para Joest Racing no veículo da mesma fabricante, um Porsche WSC-95, que estreou em 1995 como sucessor no novo regulamento de LMP após a saída do Grupo C.

## Comparação com modelos de rua
Apesar do apelido 911, o carro na verdade tem muito pouco em comum com os modelos 911 de sua geração vendidos ao público. No entanto, o seu chassi frontal foi partilhado com o então (993) 911, enquanto que a parte traseira do carro foi derivado do Porsche 962, incluindo o seu refrigerador a água, twin-turbo e intercooler, quatro válvulas por cilindro flat-seis foram organizadas em uma posição.
Em comparação, o 993 geração 911 GT2 , que era o contrário veículo de maior desempenho da empresa, usou um refrigerado a ar do motor com apenas duas válvulas por cilindro. Poderia desenvolver 544hp em sua versão de rua, atingindo de 0 a 100 km/h em 3,9s e velocidade máxima de 308 km/h.

## Modelos de competição (1996-1998)
| A versão do 911 GT1 do ano de 1997, chamada de 911 GT1 Evo foi a previsão da geração 996 do 911 enquanto aprimorou o design aerodinâmico da geração 993 |  | Versão de rua do 911 GT1 homologada para 1998 |  | Primeira versão do 911 GT1 possui-a poucas semelhanças com a geração 993 de fábrica. |
| A versão do 911 GT1 do ano de 1997, chamada de 911 GT1 Evo foi a previsão da geração 996 do 911 enquanto aprimorou o design aerodinâmico da geração 993 |  | Versão de rua do 911 GT1 homologada para 1998 |  | Primeira versão do 911 GT1 possui-a poucas semelhanças com a geração 993 de fábrica. |